# Livre d'Ézéchiel
Le Livre d'Ézéchiel est un texte de l'Ancien Testament (Tanakh pour le judaïsme), écrit par le prophète Ézéchiel parmi les exilés de Babylonie. Les dates extrêmes donnent entre 593 av. J-C (1,2) et 571 av. J-C (29,17). Le livre contient des reproches et des menaces contre les Israélites avant le siège de Jérusalem, des oracles contre les nations, des consolations pour le peuple déporté, et l'annonce d'un rétablissement religieux et politique en terre d'Israël.

## Origine et formation du texte
Le texte d'Ezéchiel a vraisemblablement connu une transmission complexe, qui comporte des enjeux essentiels pour l'histoire de la composition du texte. La tradition grecque (la Septante), en particulier, présente de nombreuses divergences avec la tradition massorétique. L'importance du texte grec d'Ézechiel est reconnue depuis le XIXe siècle, et ce dernier a été l'objet de nombreuses études de détail. On admet généralement depuis Henry St. John Thackeray qu'il aurait été l'œuvre de deux traducteurs au moins.
De manière générale, toutes les recherches sur la composition du livre sont confrontées à deux problèmes principaux : d'une part, la difficulté d'identifier des rédactions d'ensemble malgré la présence d'innombrables tensions littéraires évidentes, et d'autre part, le problème de la localisation spatiale (et temporelle) du prophète, censé résider auprès des déportés de Babylone près du fleuve Kebar dans une localité appelée Tel Aviv (1,3 ; 3,15; 11,24), bien qu'il s'adresse manifestement à plusieurs reprises aux habitants de Jérusalem en Ez 4-24 (voir encore 33,23-29).

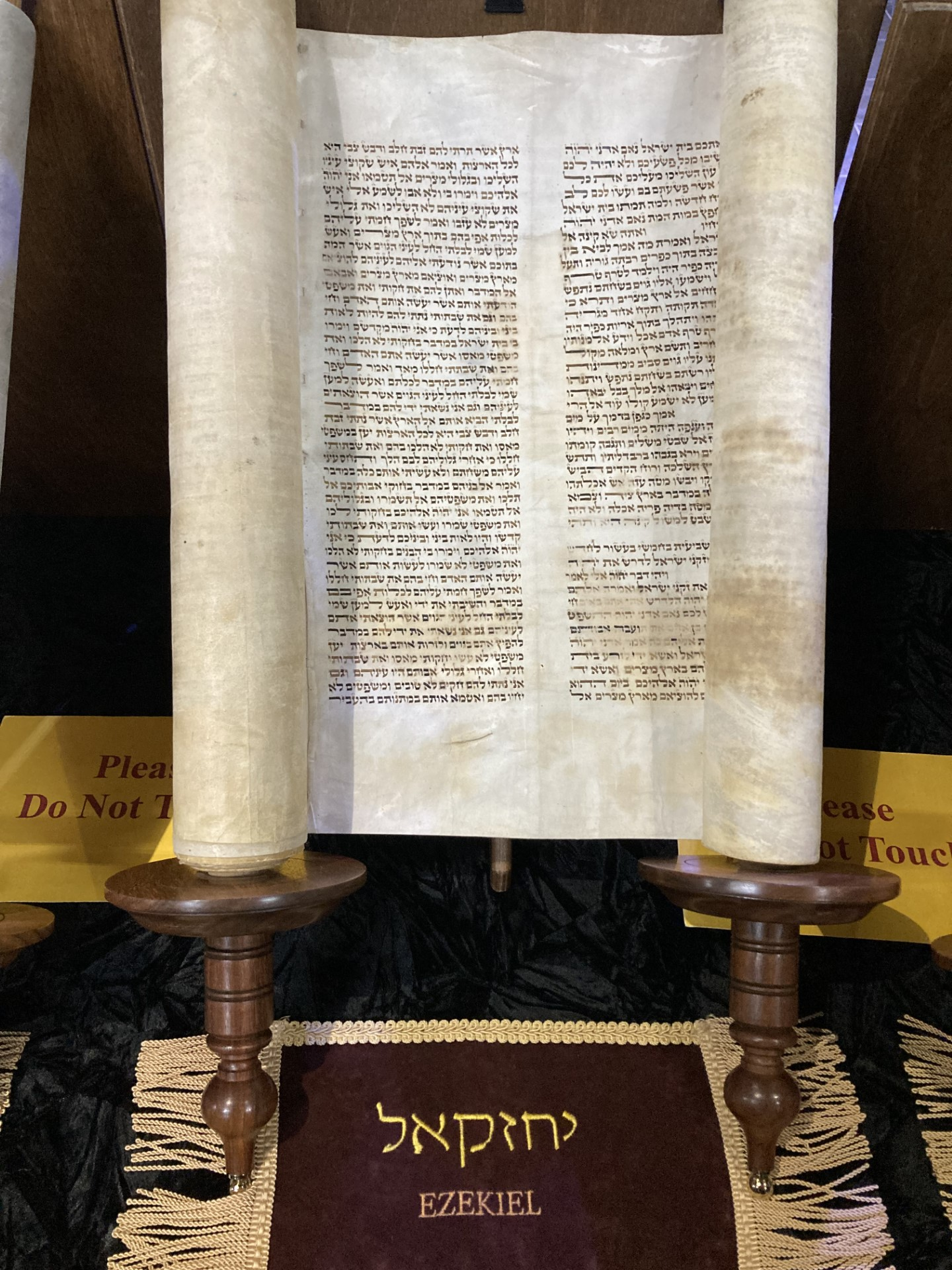
Rouleau du Livre d'Ézéchiel

L'hypothèse de l'authenticité du livre a longtemps prévalu dans la recherche, et ce n'est qu'au début du XXe siècle, avec l'étude de Johannes Herrmann (1908), que les exégètes ont sérieusement commencé à considérer les tensions et les doublets qui suggèrent que le texte d'Ezéchiel est composite. Aujourd'hui encore, l'authenticité du livre est défendue par certains auteurs anglo-saxons (Greenberg et Blok). Toutefois, la recherche germanique a démontré de façon convaincante et par de nombreux travaux, depuis le début du XXe siècle, l'existence d'une première rédaction de la main du prophète et des ajouts ultérieurs, parfois très importants, par des scribes pro-Golah. D'après le modèle Pohlmann, qui domine l'état de la recherche actuelle, les chapitres 1 à 33 seraient de la main du prophète et les oracles de restaurations dans la seconde partie du recueil (33-48) seraient l'œuvre de rédacteurs plus tardifs, exilés à Babylone.

## Résumé
Les chapitres 1 à 3 parlent d'une vision de Dieu et de l'appel d'Ézéchiel à l'œuvre ; les chapitres 4 à 24 parlent des jugements reposant sur Jérusalem et de la raison pour laquelle ils étaient donnés ; les chapitres 25 à 32 proclament les jugements sur les nations, et les chapitres 33 à 48 contiennent les visions de l'Israël des derniers jours.
Dieu établit Ézéchiel prophète et l’envoie vers Israël et les nations rebelles des alentours. Qu’ils prêtent attention ou qu’ils s’en abstiennent, là n’est pas l’important. L'important, c'est qu'ils sauront qu’un prophète du Seigneur YHWH s’est trouvé au milieu d’eux pour les avertir.

### Vision du chariot de Dieu
Dans le premier chapitre du Livre d'Ézéchiel, le prophète raconte sa vision du chariot de Dieu qui passe devant ses yeux et qui est tiré par le Tétramorphe. C'est une des scènes les plus célèbres du Tanakh et de l'Ancien Testament, qui est le point de départ de la littérature des Palais ou Écrits du Char Céleste.
Même si la vision de ce « char de Yavhé » reste obscure, le sens général en est parfaitement clair : la présence de Dieu n'est pas attachée à un lieu déterminé, elle accompagne les Juifs fidèles dans leur exil.

### Prophétie contre Jérusalem
Ézéchiel est transporté à Jérusalem, où il voit les choses détestables qui se commettent dans le temple de Dieu. Dans la cour, il y a un symbole répugnant qui excite la jalousie de YHWH. Perçant le mur, Ézéchiel découvre soixante-dix hommes d'âge mûr en pleine idolâtrie devant des bêtes répugnantes et des idoles sculptées sur le mur. Ils se justifient en disant : « YHWH ne nous voit pas. YHWH a quitté le pays » (Ézéchiel 8:12). À la porte du nord, des femmes sont en train de pleurer le dieu païen Tammouz. Il y a aussi vingt-cinq hommes qui adorent le soleil. Ils offensent effrontément Dieu. Ézéchiel voit alors six hommes avec une arme pour fracasser et un septième homme vêtu de lin est avec eux, avec un encrier de secrétaire. Dieu ordonne à cet homme de passer au milieu de la ville et de faire une marque sur le front des hommes qui soupirent et qui gémissent. Puis il dit aux six hommes d'entrer et de tuer sans distinction vieillards, jeunes hommes, vierges, petits enfants et femmes, quiconque n'a pas la marque. C'est ce qu'ils font, l'homme vêtu de lin rapporte : « J'ai fait comme tu me l'as ordonné » (Ézéchiel 9: 11).

### Prophétie contre les nations
Dieu prédit que les nations d’alentour se réjouiront de la chute de Jérusalem et profiteront de l'occasion pour jeter l'opprobre sur Lui. Aussi elles ne seront pas exemptes de punition; les Ammonites, les Moabites, les Édomites, les Philistins, la ville de Tyr et l'Égypte tomberont aussi.

### Gog et Magog
Un nouvel envahisseur se présente. Convoitant la paix et la prospérité du peuple que Dieu a rétabli, Gog et Magog entre dans une rage folle et l'attaque. En ce jour-là, YHWH se lèvera. Il fera en sorte que l'épée de chacun soit dirigée contre son frère, et il enverra sur eux la peste, le sang et une pluie torrentielle de pierres de grêle, du feu et du soufre. Ils tomberont, mais ils sauront qui est YHWH. Les habitants d'Israël feront alors des feux avec les armes de guerre brisées et les oiseaux et autres animaux charognards mangeront la chair et boiront le sang de ceux qui auront été abattus. Alors Israël habitera en sécurité sans personne pour le faire trembler.

### La Vallée des Ossements
Le prophète assiste ensuite à une vision de la résurrection des corps qui aura lieu dans les temps messianiques : dans une vallée désertique, les squelettes des ressuscités sortent de terre et se couvrent de chair, depuis l'intérieur (veines, artères et muscles) jusqu'à l'extérieur. En peinture, cette vision a été restituée dans l'angle inférieur gauche de la fresque du Jugement dernier de Michel-Ange.

### La Vision du Temple
Ézéchiel voit un temple et les constructions d’une ville. Un ange lui révèle alors toutes les caractéristiques du temple et de ses cours, donnant la mesure des murs, des portes, des locaux de garde, des salles à manger et du temple lui-même. Puis il dirige Ézéchiel vers la porte Est. « Et, voyez : la gloire du Dieu d'Israël venait de la direction de l'Est, et sa voix était comme la voix des eaux immenses ; et la terre brilla à cause de sa gloire » (Ézéchiel 43:2). L'ange ramène Ézéchiel vers l'entrée de la Maison, où le prophète voit de l'eau qui sort de dessous le seuil de la Maison, vers l'Est, et cette eau descend au sud de l'autel. Au début l'eau ruisselle, mais le débit augmentant, il se forme un torrent qui se déverse dans la mer Morte, où les poissons reprennent vie; ainsi se développe une industrie de la pêche. Sur chaque rive du torrent croissent des arbres pour la nourriture et la guérison des hommes. La vision révèle ensuite l'héritage des 12 tribus, sans oublier le résident étranger et le chef, puis elle décrit la ville sainte, vers le Sud, avec ses 12 portes nommées d'après les tribus. La ville portera le plus glorieux des noms : « YHWH lui-même est là » (Ézéchiel 48:35).
Le livre de l'Apocalypse décrit le même temple au chapitre 21 verset 10, à un détail près : dans ce dernier, le temple représente YHWH lui-même et il se situe dans la ville sainte et non à l'extérieur.

### Note
1. ↑  Golah : De la racine g-l-h, "découvrir, être déporté". Désigne les exilés juifs à Babylone (597-587), et par extension toutes les communautés juives vivant en dehors du pays.